# Hernán Pérez (baseball)
Pour le footballeur, voir Hernán Pérez.
Hernán Alejandro Pérez (né le 26 mars 1991 à Aragua, Venezuela) est un joueur de champ intérieur des Brewers de Milwaukee de la Ligue majeure de baseball.

## Carrière
Hernán Pérez signe son premier contrat professionnel en 2007 avec les Tigers de Detroit. Il fait ses débuts dans le baseball majeur avec les Tigers le 9 juin 2012. Il réussit son premier coup sûr en carrière le 10 juin face au lanceur Alfredo Simón des Reds de Cincinnati. Il frappe 13 coups sûrs dont un triple en 34 matchs joués des Tigers en 2013. Sa saison 2014 est surtout passée en ligues mineures et il effectue 8 présences pour Détroit.
En 4 saisons, de 2012 à 2015, il apparaît dans 66 matchs des Tigers et frappe 17 coups sûrs pour une moyenne au bâton de ,160.
Il est réclamé au ballottage par les Brewers de Milwaukee le 2 juin 2015.